# Svante Kede
Svante Gustav Adolf Kede, född 4 januari 1877 i Stockholm, död 21 januari 1955 i Stockholm, var en svensk målare.
Kede var son till dekorationsmålaren Sven Olsson och Elisa Karlsson. Han studerade konst vid Högre konstindustriella skolan 1898–1902 och därefter för Jean-Paul Laurens vid Académie Julian och vid Académie Colarossi i Paris 1904–1908. Några av hans konstnärskamrater under studietiden i Paris var Erik Tryggelin, David Wallin, Otto Strandman, Svante Nilsson och Fritz Lindström, som redan då ingick i Rackengruppen, där Gustaf Fjæstad var den tongivande konstnären. 
Han debuterade 1910 med en utställning på Oscarsteatern i Stockholm och var under 1920- och 1930-talen mycket aktiv med utställningar i Frankrike och Sverige. Han gjorde vidsträckta resor till Spanien, Marocko, USA och Söderhavsöarna och tillbringade också en tid på Tahiti under 1920-talet. Han vistades i närmare tio år i Paris där han ställde ut separat på Georges Petits galleri 1923 och Galerie Bernheim-Jeune 1930. I Sverige ställde han ut separat på Liljevalchs konsthall 1916, Ekströms konstgalleri 1934  och på Thurestams konstsalong 1945. Han medverkade i ett stort antal samlingsutställningar arrangerade av lokala konstföreningar i Uppsala, Eskilstuna, Malmö, Gävle och Luleå. En minnesutställning med hans konst visades i hans egen ateljé hösten 1955. 
Svante Kede har målat landskap, pittoreska gatu- och stadsmotiv från Paris och Spanien, figurmotiv från norra Afrika, lappländska fjäll samt exotiska figurmotiv från Tahiti.
Svante Kede publicerade Otaheiti, söderhavsbilder, Nordisk Rotogravyr 1933
Enligt gamla kataloguppgifter, som finns i Stockholmskällan från 1926, var konstnären Svante Kede bosatt på Norra Smedjegatan 5 i Stockholm.
Svante Kede finns representerad på Norrköpings konstmuseum, Kalmar konstmuseum, Västerås konstmuseum, Länsmuseet Gävleborg  och Karlskrona konstmuseum. Han är begravd på Norra begravningsplatsen utanför Stockholm.